# Силаєв Михайло Дмитрович
Михайло Дмитрович Силаєв (рос. Михаил Дмитриевич Силаев; 4(17) листопада 1909, м. Лозова, Харківської області — 16 вересня 1987, Краматорськ) — художній керівник, режисер Народного театру «Данко» міста Краматорська.

## Біографія
Силаєви родом з Підмосков'я (с. Сенін Чеховського району Московської області). В кінці XIX століття селянська сім'я Силаєвих, що займалася торгівлею, поступово перебирається, переїжджаючи з міста в місто, на схід України, де бурхливо розвивалися капіталістичні відносини, формувався новий великий ринок.
4 (17) листопада 1909 р. в м. Лозова Харківської області у Силаєвих народився син Михайло. У Лозовій пройшли його дитячі та шкільні роки. Після закінчення Дніпропетровського хіміко — електротехнічного технікуму в 1927 р. Михайло приїжджає до Краматорська, де на той час облаштувалася його сім'я (Дмитро Єгорович відкрив в селищі поблизу Краматорська мануфактурну лавку). [5]

## Рання творчість
Деякий час (1927—1929 рр.) М. Силаєв працює апаратником, а потім лаборантом на коксохімічному заводі. Але виробництво мало цікавило його. Ще в дитинстві в його серце проникла «солодка отрута» театру: в школі він разом з друзями-однолітками ставить «чеховські водевілі, антирелігійні інсценування» [1].
У художній самодіяльності Силаєв продовжував брати участь і під час навчання в технікумі. Тому «Мишка-артист», як називали заводчани 18-річного хлопчину, який умів талановито передавати манеру поведінки оточуючих, копіювати їх голоси, легко вписався в колектив «Синей блузы» КГМЗ. Дебют Силаєва відбувся в 1927 р. на площі ім. Рози Люксембург в концерті, який агіттеатр давав на честь 10-ї річниці Жовтня. Незабаром він відправляється з «Синей блузой» в пропагандистську поїздку по селах Донбасу. «Два місяці Михайло Силаєв декламував вірші Маяковського в сараях і хатах, два місяці читав лекції, переконував, повільно ламаючи недовірливість, коливання селян» [2], умовляючи їх вступати в колгоспи. Неабиякі акторські та режисерські здібності Силаєва незабаром були помічені, і в лютому 1929 року йому пропонують очолити «Синюю блузу». 
На початок 30-х років М. Силаєв стає одним із ініціаторів роботи ТРОМа (Театр Робочої Молоді). Набутий життєвий досвід, професійні знання благотворно позначилися на творчості колективу, але матеріальні умови залишали бажати кращого: у театру не було «постійної кімнати» для репетицій, «засобів і необхідного устаткування» [3].
Організовуючи роботу театру, Силаєв звертається до творів кращих радянських драматургів того часу В. Кіршона, О. Арбузова, М. Погодіна, до п'єс російських і зарубіжних класиків. Згідно з різними джерелами, тромовці ставлять «Бідність не порок» О. Островського, «Одруження Фігаро» П. Бомарше, «Діти Ванюшина» С. Найдьонова та ін. 
Репертуар ТРОМу відрізнявся не тільки тематичним, а й жанровим розмаїттям. На сцені ПК ім. Леніна (нині МБК ім. Л. Бикова) йшли драми («Аристократи» М. Погодіна), комедії («Чудесний сплав» В. Кіршон, «Помилковий сором» М.Задонського). Разом з тим, тромівці не залишали роботу і над малими формами, освоєними ними ще в період існування «Синей блузы». З програмами на місцеві теми, які називалися «п'ятихвилинками», вони виступали під час обідніх перерв в цехах заводу.
Постановки ТРОМу з'явилися першим кроком на шляху до професійного театру: молоді актори починають освоювати складні багатопланові ролі, більш вдумливою, серйозною стає режисура Силаєва, дія вистав розгортається в павільйонних декораціях, правдиво відтворюються історичні реалії (контора МТС — «Шестеро улюблених» О. Арбузова; креслярня, барак — «Аристократи» Погодіна М.).
У 1934—1936 рр., в той час, коли більша частина ТРОМів в країні були вже закриті, тому що вичерпали себе, краматорський театр молоді переживав період свого розквіту. Навесні 1936 року, на Всесоюзному галузевому огляді краматорський ТРОМ показав «Аристократів» М. Погодіна. За постановку цієї вистави колектив отримав «найвищу оцінку і Першу премію ЦК Союзу важкого машинобудування».[4] Силаєв був запрошений на навчання до Москви. 
Професійну освіту він, як режисер, отримав, займаючись на дворічних курсах керівників художньої самодіяльності при Моссовете (керівник О. Пижов, 1936—1938 рр.) та заочно в Державному інституті театрального мистецтва (1936—1939 рр.). Михайлу Дмитровичу вдалося закінчити 3 курси інституту перед тим, як його призвали в армію: починалася війна з Фінляндією. [5]

## Період становлення
Бойові дії надовго відірвали Михайла Дмитровича від творчого життя. Він бере участь у війнах з Фінляндією та фашистською Німеччиною, закінчує свій ратний шлях в Східній Німеччині в складі 3-ї повітряної армії 1-го Прибалтійського фронту. За успішну службу нагороджений орденом Червоної Зірки,  орденом Вітчизняної війни 2-го ступеня та має медалі.
У Краматорськ повертається в червні 1946 р. Важкі поранення давали про себе знати — лікарі заборонили Силаєву навіть дивитися кінофільми, але театр як і раніше не відпускає його від себе! Весь вільний час від основної роботи цей красивий чоловік з «профілем римського полководця» шукає таланти. [2] І тяга до театру не могла в ньому померти. Уже в липні 1947 р. М. Силаєв на громадських засадах керує студією художнього слова, драмгуртком в ПК імені Леніна, в якому займалися відомі в майбутньому кіноартисти — М. Булгакова, Л. Биков, Л. Пархоменко. [6]
М. Силаєв звертається до творчої молоді машинобудівного технікуму і ставить солідну п'єсу — «Весілля з приданим» М. Дьяконова (1951 р.). Колишні гуртківці незабаром стають працівниками СКМЗ, і М. Силаєв створює на їх базі драмколлектив старокраматорців (1952—1963гг.), який, пройшовши шлях від рядового драмгуртка до народного театру, здобуває репутацію одного з найсильніших колективів художньої самодіяльності області.
До глибокої ночі не гасне світло в будинку, що в селищі Поштовий, де Михайло Дмитрович розробляє режисерську концепцію чергової постановки. [5]. Хоча як і раніше керує драмколективом на громадських засадах, поєднуючи цю роботу з основною — начальника постачання заводу мінеральної вати. [6] Його захопленість театром знаходила порозуміння і підтримку дружини Раїси Олексіївни і сина Юрія.
У 1952 р. відбулася прем'єра «Розлому» Б. Лавреньова. Ця вистава стала однією з головних «битв» на шляху самоствердження Силаєва як режисера. Разом з хором і оркестром в ньому брали участь 85 робітників, ІТП і службовців. [6] У 1953 р. театру присвоїли звання «Показовий самодіяльний робітничий театр».
1954 рік проходив під знаком урочистостей, присвячених 300-річчю возз'єднання України з Росією. До цієї дати колектив отримав обласне замовлення: підготувати виставу за мотивами опери Данькевича і п'єси О. Корнійчука «Богдан Хмельницький», в якому об'єдналися б усі колективи Палацу. Всього в постановці було задіяна 180 осіб. У фінальній сцені вистави, яка йшла чотири години з трьома антрактами, брало участь близько ста виконавців. Ця вистава — єдина, поставлена Силаєвим у 50-і роки українською мовою. Прем'єра відбулася 22 травня 1954 р. За спогадами М. Д. Силаєва, «виставу визнали найкращою в республіці». [4] Вона назавжди увійшла в історію самодіяльного театру як одне з найзначніших творчих досягнень Михайла Дмитровича. [6]
1959 р. він залишає господарську роботу і стає режисером ПК. У Києві, на огляді, його колективу було присвоєно звання «Народний ансамбль пісні і танцю».
Режисера турбували постійні зміни акторського складу. У зв'язку з цим Силаєв створює дворічну театральну студію в 1956 р. У 1960 р. театру було присвоєно звання «Самодіяльний народний театр» за п'єсу А. Зака і І. Кузнєцова «Два кольори». 1960 рік — час творчих тріумфів і офіційного визнання. У листопаді Михайло Дмитрович був нагороджений медаллю «За трудову відзнаку». А на I Всесоюзній нараді працівників культури в Москві йому вручають Грамоту Президії ВЦРПС. Режисер ставить п'єси — В. Шекспіра «Дванадцята ніч», А. Салінської «Барабанщиця».
Останнім спектаклем Михайла Дмитровича в ПК ім. Леніна стала комедія «Бездоганна репутація» М. Крейндель і М. Смирнової. [5]

## Театр «Данко»
Наступний творчий етап у житті Силаєва — режисер народного театру «Данко».
«Ми намагалися знайти таке ім'я, — пояснив в інтерв'ю режисер Силаєв, — яке стало б символом нашої творчості, виразом наших думок і почуттів і в той же час було б романтичним і незвичайним. Данко — символ безмежної любові до людей. І ми вирішили назвати так свій театр». [7]
Народним театром НКМЗ «Данко» М. Д. Силаєв керував з 1963 р. по 1971 р. 60-ті роки — час розквіту і зрілості його таланту. Сучасники назвали Силаєва «Краматорським Товстоноговим». В якості дебюту з новим колективом була вистава В. Розова «Перед вечерею». Прем'єра п'єси відбулася в листопаді 1963 р. Наступною виставою була драма Т. Шевченка «Назар Стодоля» (1964 р.), до 150-річчя від дня народження поета. Вшанування пам'яті Т. Г. Шевченка за рішенням ЮНЕСКО стало всесвітньою подією. Через деякий час М. Силаєв з гордістю згадував: «На огляді (республіканському) колектив отримав золоту медаль, а сам — подяку урядового ювілейного комітету». [4]
По закінченню 1964 р. М. Силаєв показує прем'єри: «Платон Кречет» О. Корнійчука; «В день весілля» В. Розова. Наступною виставою Данківців став гоголівський «Ревізор», перша вистава якого відбулося 27 березня 1966 р.
У 1967 р. колектив «Данко» був удостоєний диплома 2-го ступеня і звання лауреата Всесоюзного огляду художньої самодіяльності, а М. Силаєв нагороджений срібною медаллю. У тому ж році М. Силаєв удостоєний державної нагороди — ордена Трудового Червоного Прапора, що було рідкістю для працівників культури. 
У 50-60-ті роки М. Д. Силаєв неодноразово виступав в якості головного режисера загальноміських урочистих заходів. Так 6 листопада 1967 р. головна площа Краматорська — Першотравнева (нині площа Миру) — перетворилася в історичну Двірцеву площу Петрограда, а ДКіТ — в Смольний. «Ілюзія була настільки повною, згадує режисер, — що кожен глядач міста — від малого до великого — відчував себе учасником тих славних справ». [4]
У 1968 р. данківці брали участь у театралізованому святі, присвяченому 100-річчю Краматорська.
У 1969 р., до 100-річчя від дня народження В. Леніна, театр випустив нову виставу «Чудесний сплав» В. Киршона, а в грудні цього року відбулася ще одна прем'єра, приурочена до знаменної дати — «Любов Ярова» К. Треньова. Цю роботу по праву можна вважати одним із найвищих творчих досягнень режисера, його «лебединою піснею» в «Данко».
У жовтні 1971 р. М. Д. Силаєв вийшов на заслужений відпочинок.

## Останні творчі успіхи
Незважаючи на вік, Михайло Дмитрович йде працювати в ТЮГ (ПК «Будівельник»), створює там студію. З 1972 р. по 1976 р. він поставив в Театрі юного глядача 5 вистав.
У 70-ті роки Михайло Дмитрович виступає в якості режисера-наставника агітбригади «Посмішка» (технікуму радянської торгівлі). У 1976 р. «Посмішка» стала дипломантом республіканського огляду, присвяченого 60-річчю Жовтня.
У 1979—1986 рр. Силаєв на громадських засадах керує клубом «Живе слово» при ПКіТ НКМЗ, працюючи з підлітками.
Михайло Силаєв стояв біля витоків Гуморини, вперше проведеної в місті Краматорську 1 квітня 1976 р. З 1976 по 1985 рр. режисер керує Театром естрадних мініатюр (у ПКіТ).
У грудні 1980 р. обласні та міські громадські організації відзначили 50-річчя режисерської діяльності М. Д. Силаєва. На заході було понад 500 гостей, серед них: Герой Радянського Союзу, полковник В. Свірчевський, лауреат Держпремії, заступник міністра Петро Марченко, народна артистка РФ Майя Булгакова. Вітальні промови, жарти, визнання в любові друзів, учнів і шанувальників його таланту — все свідчило про те, що зобов'язання, яке надав Силаєв в 1930 р голові ВУЦВК Г. І. Петровському — «дарувати людям радість», Михайло Дмитрович чесно і самовіддано виконував протягом півстоліття. [5]
Михайло Дмитрович пішов з життя 16 вересня 1987 р. Похований на старому кладовищі, що в селищі Партизанський. Він залишав цей світ як справжній Майстер, в праці і турботах, зачарований одвічним плином життя. За спогадами його дружини, Раїси Олексіївни, за день до смерті Михайло Дмитрович ще поспішав на чергову репетицію. [6]
Щорічно в Краматорську проводиться Міжнародний фестиваль «Театральна легенда», присвячений пам'яті М. Д. Силаєва. Його ім'я не зітреться в пам'яті городян: воно є символом беззавітного служіння театру і не раз ще повториться в немеркнучих театральних легендах. [9]
Вулиця на якій жив М. Д. Силаєв тепер носить його ім'я.